# Briony Cole
Briony Cole (Melbourne, Australia, 28 de febrero de 1983) es una clavadista o saltadora de trampolín australiana especializada en plataforma de 10 metros, donde consiguió ser subcampeona mundial en 2007 en los saltos sincronizados.

## Carrera deportiva
En el Campeonato Mundial de Natación de 2007 celebrado en Melbourne (Australia) ganó la medalla de bronce en los saltos sincronizados desde el trampolín de 3 metros, con una puntuación de 313 puntos, tras las chinas (oro con 355 puntos) y las alemanas (plata con 318 puntos), siendo su pareja de saltos Sharleen Stratton; y también ganó la medalla de plata en los saltos sincronizados desde plataforma de 10 metros, siendo su pareja en este caso Melissa Wu, con una puntuación de 324 puntos, tras las chinas y por delante de las alemanas.
Y en los Juegos Olímpicos de Pekín 2008 también ganó la medalla de plata en los saltos sincronizados desde la plataforma de 10 metros.